# Vlkovice
Vlkovice (en allemand : Wilkowitz) est une commune du district de Cheb, dans la région de Karlovy Vary, en République tchèque. Sa population s'élevait à 116 habitants en 2020.

## Géographie
Vlkovice se trouve à 4 km au sud-est du centre de Mariánské Lázně, à 31 km au sud-est de Cheb, à 33 km au sud de Karlovy Vary et à 123 km à l'ouest de Prague.
La commune est limitée par Zádub-Závišín au nord et au nord-est, par Ovesné Kladruby à l'est, par Chodová Planá au sud et par Mariánské Lázně à l'ouest.

## Histoire
La première mention écrite de la localité date de 1273.